# Тоїдзе Олександра Мойсеївна
Олекса́ндра Тої́дзе (груз. ალექსანდრა თოიძე; 9 листопада 1907 — 30 травня 1985) — грузинська радянська акторка, Народна артистка Грузії.

## Біографія
Народилася 9 листопада 1907 року в родині грузинського живописця Мосе Тоїдзе та російської художниці, однієї з перших жінок-професійних художниць Росії Олександри Сутіної. Старший брат Олександри — Іраклій теж став знаменитим художником-графіком, лауреатом чотирьох Сталінських премій.
Закінчила акторську школу при «Держкінопромі» Грузії (1936).
З 1937 — в Театрі Руставелі (Тбілісі).
Знімається у кіно з 1925 року.

## Фільмографія
- 1959 «День останній, день перший» — Мар'яна Дмитрівна, мати Важі
- 1954 «Стрекоза» — Нато, тітка Маріне в Тбілісі
- 1948 «Кето і Коте» — епізод
- 1941 «Скарби Ценської ущелини» — Тіна
- 1938 «Дама в зелені» (не був завершений) — головна роль
- 1936 «Подорож в Арзрум» — Маро
- 1936 «Перший день»
- 1934 «Придане Жужуни» — Жужуна, дочка коваля, головна роль
- 1930 «Розлучення» — Кето, дочка Серго
- 1929 «В останню годину» (короткометражний) — Діна
- 1929 «У місто входити не можна» — Ірина
- 1926 «Діна Дза-Дзу» — Діна, головна роль